# A Channel
A Channel (яп. Aチャンネル) — манґа-йонкома японського автора під псевдонімом bb Kuroda (яп. 黒田bb Курода бі: бі:). Виходила в сейнен-журналі Manga Time Kirara Carat видавництва Houbunsha з жовтня 2008 по січень 2021. У 2011 році вийшла аніме-адаптація від студії Studio Gokumi.

## Сюжет
Історія розповідає про шкільне життя чотирьох дівчат-подружок.

## Персонажі
- Рун (яп. るん)

Сейю — Каорі Фукіхара: Студентка другого курсу. Блондинка.
- Тору (яп. トオル)

Сейю — Аой Юкі: Студентка першого курсу. Була переведеною з іншої школи.
- Юко (яп. ユー子)

Сейю — Мінако Котобукі: Студентка другого курсу. Боїться привидів.
- Нагі (яп. ナギ)

Сейю — Юмі Утіяма: Студентка другого курсу. Інтелігентна та часто робить зауваження своїм подругам.

## Медіа

### Манґа
| №  | Дата виходу       | ISBN                   |
| -- | ----------------- | ---------------------- |
| 1  | 26 листопада 2009 | ISBN 978-4-8322-7876-9 |
| 2  | 26 березня 2011   | ISBN 978-4-8322-4007-0 |
| 3  | 27 березня 2012   | ISBN 978-4-8322-4127-5 |
| 4  | 27 лютого 2013    | ISBN 978-4-8322-4265-4 |
| 5  | 27 лютого 2014    | ISBN 978-4-8322-4408-5 |
| 6  | 27 березня 2015   | ISBN 978-4-8322-4544-0 |
| 7  | 26 березня 2016   | ISBN 978-4-8322-4677-5 |
| 8  | 27 березня 2017   | ISBN 978-4-8322-4816-8 |
| 9  | 26 травня 2018    | ISBN 978-4-8322-4948-6 |
| 10 | 25 жовтня 2019    | ISBN 978-4-8322-7128-9 |
| 11 | 25 листопада 2020 | ISBN 978-4-8322-7236-1 |

### Артбук
| Випуск | Назва         | Дата виходу     | ISBN                   |
| ------ | ------------- | --------------- | ---------------------- |
| 1      | Beautiful Box | 27 березня 2017 | ISBN 978-4-8322-4821-2 |
| 2      | Baby Blue     | 27 січня 2021   | ISBN 978-4-8322-7247-7 |

### Комікс-антологія
| Номер | Дата випуску   | ISBN                   |
| ----- | -------------- | ---------------------- |
| 1     | 27 червня 2011 | ISBN 978-4-8322-4043-8 |